# BioShock Infinite: Panteón Marino
BioShock Infinite: Panteón Marino es una expansión episódica del videojuego de disparos en primera persona, BioShock Infinite, desarrollado por Irrational Games y publicado por 2K Games. Ha sido lanzado para las plataformas Microsoft Windows, PlayStation 3, Xbox 360 y OS X y para PlayStation 4, Nintendo Switch y Xbox One como parte de la colección BioShock: The Collection lanzada en 2016.
Panteón Marino (en inglés: Burial at Sea) consiste en dos episodios, el primero de ellos fue lanzado mundialmente el 12 de noviembre de 2013, mientras el lanzamiento del segundo se llevó a cabo el 25 de marzo de 2014. 
El contenido es una continuación de los acontecimientos de BioShock Infinite, los cuales abarcan varias realidades alternativas y fue ambientado en una alternativa natural.
Mientras Infinite tiene lugar a bordo de Columbia, la ciudad flotante, en 1912, Panteón Marino tiene lugar en una realidad alternativa, dentro de la ciudad submarina de Rapture, y un año antes de los sucesos del primer juego, BioShock en 1958.
El juego presenta a Booker DeWitt como un detective privado, y a Elizabeth como una "femme fatale" que utiliza los servicios de Booker.

## Argumento
Los acontecimientos de Panteón Marino conectan muchos de los temas del juego original BioShock y de la continuación, BioShock Infinite. 

### Episodio Uno
Panteón Marino comienza con Booker DeWitt (Troy Baker) como un investigador privado en Rapture. En la víspera de la guerra civil, Elizabeth (Courtnee Draper) le pide que investigue la desaparición de una joven llamada Sally. Elizabeth revela que Sally está viva, y que un artista local llamado Sander Cohen (T. Ryder Smith) puede tener información en relación con su paradero. 
Cuando llegan al club de Cohen, este se encuentra trabajando en su última obra de arte, la cual captura el momento de amantes bailando, pero Cohen está constantemente encontrando errores para inspirarse y mata a ambos, entristeciéndole. Cohen promete revelar el paradero de Sally si Booker y Elizabeth acceden a bailar para inspirarlo. Cuando ambos bailan, Cohen una vez más encuentra errores, y electrocuta a ambos, dejándolos inconscientes. 
Cuando Booker y Elizabeth despiertan, están en una batisfera rumbo al fondo del océano, donde Andrew Ryan había hundido recientemente el edificio de los grandes almacenes “El Fontaine”, cuyo dueño es su oponente político Frank Fontaine. La tienda hundida ahora funciona como prisión para Atlas, el líder de un levantamiento de clase baja, desconociendo que Atlas es en realidad Fontaine, a quien Ryan pensó haber asesinado anteriormente. 
Sally es descubierta oculta en el sistema de ventilación. Los dos entonces cierran todos los conductos para asegurarse de que ella solo salga por uno de los respiraderos, permitiéndoles a ellos aumentar la temperatura en un intento para forzarla a salir. Sally comienza a gritar debido al calor y huye por el conducto de salida más cercano. 
Más tarde, cuando Booker intenta sacarla, descubre que ella (como él temía) se ha convertido en una “Little Sister” y se niega a responder a su llamada. Sally en cambio, responde a un ”Big Daddy”, el cual procede a atacar a Booker y Elizabeth. 
Después de vencer al Big Daddy, Booker vuelve a la lucha para recuperar a Sally. Entonces vienen a su cabeza recuerdos de sus anteriores intentos para recuperar a su hija, pero en otro universo. En este flashback, se comprueba que en ese mundo Booker habría aceptado su bautismo y convertido en “Comstock”, pero termina asesinando por accidente a Anna en su intento de robarla de otra dimensión, causándole tristemente huir de su realidad, y adoptando de nuevo su anterior nombre (Booker Dewit) antes del fin de Columbia. 
Comstock consigue esto cuando Robert y Rosalind Lutece (Oliver Vaquer y Jennifer Hale) lo transportan a una realidad en la cual Anna nunca existió: el universo de Rapture, mientras borra los recuerdos de su antigua vida como Booker. Después de pasar suficiente tiempo allí, los recuerdos de Comstock empiezan a mezclarse con aquellos de su antigua persona y ahora empieza a recordar la verdadera identidad de Elizabeth y le pide perdón, pero ella no lo acepta, permitiendo que un nuevo Big Daddy aparezca, asesinando a Booker delante de ella.

### Episodio Dos
Elizabeth vive una visión de París a principios del siglo XX, en la cual ella divisa a Sally y la persigue. El pacífico marco pasa a ser de pesadilla y Elizabeth es forzada a presenciar a Sally quemándose. Elizabeth se despierta poco después de los eventos del Episodio Uno, donde Atlas (Karl Hanover) está listo para matarla mientras uno de sus hombres elimina el cadáver de Comstock y captura a Sally. Una visión de Booker se le aparece y le cuenta información para dar a Atlas sobre el Dr. Suchong (James Yaegashi), quien Booker asegura puede ayudar a Atlas a escapar del centro comercial sumergido en un intercambio para retornar a Sally. A solas, Elizabeth empieza a explorar el centro y encuentra su cuerpo sin vida atravesado la pared. Ella se dio cuenta de que fue asesinada por el mismo Big Daddy que perforó a Comstock. Un breve flashback revela que los Luteces ayudaron a Elizabeth a implementar un plan para traer un acontecimiento para una conclusión con la que ella se sienta satisfecha. 
El plan tiene un precio considerable: colapsaba su superposición cuántica, efectivamente dejando toda versión alternativa de sí misma en sus propios universos respectivos, y por consiguiente eliminaba su habilidad para abrir desgarros y ver potenciales futuros. Esto dejó a Elizabeth armada solo con el conocimiento de sus libros y aleatorios flashes de memoria de lo que ella vio detrás de las puertas, incluyendo breves visiones de eventos futuros. Elizabeth continúa incesante, segura de que ella escogió esa opción y que todos los involucrados harían sus papeles, que ella previamente había visto para llegar a su deseada conclusión. La voz de Booker, quien dice ser simplemente una faceta del subconsciente de Elizabeth, ayuda a guiarla a través de las máquinas empalmadoras que aún habitan el centro.
Siguiendo trazos de Suchong, Elizabeth descubre que el doctor sabía sobre Columbia y creó un artefacto para abrir desgarros trayendo de vuelta a Columbia basado en la tecnología de los Luteces, y ella racionaliza que puede usar las partículas de los Luteces que mantuvieron a Columbia a flote para elevar el centro comercial de vuelta a Rapture. Recogiendo el equipamiento para reparar el artefacto con la tenaz ayuda de Atlas y Suchong, Elizabeth viaja a través de un desgarro de vuelta a Columbia a bordo del First Lady en el tiempo en el que Booker y Elizabeth exploraban a través de las fábricas de Fink. Ella recupera las partículas con suficiente facilidad, pero antes de que pudiera regresar al desgarro, Suchong necesita que recoja un rizo de uno de los laboratorios escondidos de Fink. Durante esto, Elizabeth descubre que Daisy Fitzroy (Kimberly Brooks)  fue persuadida por los Luteces para tomar de rehén al retoño de Fink, esto forzaría a Elizabeth a tomar la dura decisión de asesinarla. 
Ella también descubre que Fink (Bill Lobley) y Suchong trabajaron en colaboración a pesar de las desavenencias para compartir tecnología, como el uso de ADAM para hacer a ambos plásmidos y vigorizadores, crear y condicionar al Songbird basado en la tecnología del Big Daddy. Ella consigue el mechón de pelo, que en realidad era suyo, dándose cuenta de que Suchong no la reconoció como la misma chica joven con la que Fink trataba. La persecución de los Vox Populi la fuerza a volver al desgarro y por ende a Rapture.
Atlas tortura a Elizabeth y después a Sally, amenazándolas con una lobotomía tránsito-orbital si Elizabeth no revela la localización del "as". Ella, en medio del pánico, visualiza en su mente a Booker quien le recuerda un futuro que ella previamente presenció, y le dice a Atlas que el as está en la clínica de Suchong. Atlas envía a Elizabeth a recuperar el as ya que Ryan ha equipado la clínica con mecanismos de defensa en contra de Atlas y sus fuerzas. En el camino, ella ayuda a dos Litte Sisters reunidas con un herido Big Daddy, provocando un vínculo entre ellos al hacer que una de las niñas lo cure mediante la inyección de ADAM en su cuerpo, recordando aquel evento con el Songbird que la había marcado, en el cual ella ayudó a la criatura cuando era a penas una niña. Posteriormente las Little Sisters comienzan a tratar de jugar con Suchong, pero este las ahuyenta y golpea a una de ellas; esto despierta la furia del Big Daddy quien perfora a Suchong, quitándole la vida en el acto.
Elizabeth encuentra un mensaje codificado en una pieza de papel entre las notas de Suchong. Ella voluntariamente entrega el papel a Atlas, sabiendo que este tiene la intención de matarla. Atlas, después de golpear a Elizabeth en la cabeza con una llave inglesa, está furioso por el contenido codificado, pero en un último flash de memoria, Elizabeth se ve a sí misma a bordo del avión que lleva a Jack a Rapture, y reconoce el mensaje codificado con la frase detonante: “¿Quieres?” ("Would you kindly?" en inglés) que fue escrita en una nota que Jack recibió antes del vuelo. Atlas ordena a sus hombres comenzar el protocolo con Jack, el as en la manga, y entonces golpea mortalmente a Elizabeth de nuevo. La chica, agonizando, se queda a solas con Sally; en una última visión de futuro, se da cuenta de que Jack será el que finalice el ciclo de violencia en Rapture y salve a Sally y a las otras niñas, y muere mientras agarra la mano de Sally, quien le susurra suavemente la canción francesa: La Vie in Rose.
Una corta escena después de los créditos revela una vista de Rapture y la cola de un avión naufragando en la ciudad – indicando la llegada de Jack a Rapture.

## Mecánica de juego
Al igual que BioShock Infinite, Panteón Marino es un juego de acción en primera persona con elementos de juegos de rol. Usando una mezcla de los espacios limitados de Rapture en BioShock y BioShock 2 y el entorno expandido de Columbia de BioShock Infinite, permite desafíos de combate más dinámicos.
Volviendo de BioShock y BioShock 2, el jugador puede llevar más de dos armas a la vez y puede acumular otras armas y munición, tanto de enemigos derrotados como de posiciones aleatorias alrededor de la ciudad. 
Volviendo de Infinite, es el escudo regenerador, mientras que la vida puede ser rellenada con kits médicos o comida.
Los Plásmidos y el Eve reemplazan a Los Vigorizadores y a las Sales de Infinite. Los Plásmidos conceden poderes activados, tales como crear ondas de choque, liberación de rayos de electricidad y posesión máquina/ humano.
Los Plásmidos necesitan el Eve, el equivalente a puntos de magia para aumentar sus habilidades. 
El jugador puede atravesar Rapture tanto a pie como montando un pneumo-line, un sistema de raíles parecido a una montaña rusa similar los vistos en Columbia. El jugador monta en los pneumo-lines a través de una herramienta colocada en la muñeca llamada Air-Grabber, la cual el jugador y los enemigos usan para saltar y colgarse de las vías automotoras. Los jugadores pueden saltar entre las pistas del pneumo-line en cualquier momento, y pueden enfrentarse a los enemigos que usen el sistema para atacar.  El jugador puede usar armas de una mano en la mano libre de Booker mientras usan el pneumo-line. La libertad de movimiento a lo largo del pneumo-line permite muchas variedades de combate, incluyendo flanqueo, cubrirse y área de ataques de efecto a través de usos creativos del sistema. 
Durante el Episodio 1, el jugador no controla directamente a Elizabeth, pero en su lugar, ella peina la zona buscando provisiones como munición, kits médicos, Eve y otros artículos y se los lanza a Booker según la situación amerite.  Ella también puede usar sus poderes para ayudar al jugador por medio de desgarros, trayendo armas, vida, Eve, asistencia al estilo de los guerreros Samurái y unidades de defensa automatizada. Sólo se puede abrir un desgarro a la vez, forzando al jugador a decidir entre las opciones disponibles para luchar en batalla.
El "Episodio 2" incluirá un modo 1998 en el que el jugador será retado a completar el episodio usando sólo la cautela y métodos no letales de derrota a enemigos. 
El modo es una vuelta a Thief: The Dark Project estrenado en 1998 por Looking Glass Studios, el predecesor de Irrational Games, comparado con el Modo 1999 del juego principal, así llamado en referencia al año del lanzamiento de Looking Glass: System Shock 2.

## Desarrollo
El escenario del juego de Rapture está casi completamente reconstruido con muy pocos elementos reciclados de BioShock. La mecánica del juego para el contenido fue alterada para encajar con la ambientación y la sensación de Rapture, comparada con las grandes batallas de Infinite. El contenido añadido incluye nuevas armas, herramientas y los Plásmidos (el equivalente en Rapture de los Vigorizadores)  además de volver a la mecánica de la “rueda de armas” usada en los dos primeros juegos, donde los jugadores pueden intercambiarse más de dos armas a su disposición. Uno de los Plásmidos es Old Man Winter que congela y quebranta a los enemigos. El concepto fue creado por Joe Trinder, un fan y diseñador gráfico, poco después de la revelación de Infinite. El concept art, imitando otros carteles del juego para los Vigorizadores, llamó la atención de Levine, que decidió incorporar el concepto en el contenido con la ayuda de Trinder. 
El material gráfico fue rediseñado para que encajara con la ambientación de Rapture, pero una sección del contenido se vio más influenciada por una parte de la ciudad, que ha sido convertida en un paisaje invernal donde se encontrarán los plásmidos.
En el Segundo episodio, Elizabeth se convierte en el personaje jugador. Siendo un personaje más considerado que Booker, su mecánica de juego se centra más en la estrategia y en la evasión del combate directo, más parecido a Horror de supervivencia o Stealth. Era importante que Elizabeth no pareciera simplemente como Booker “con un vestido”. 
Ammanda Jeffrey se dio cuenta de que Elizabeth era la protagonista del primer juego de Infinite y Rapture, y que así Burial suponía que "nuestras dos señoritas más destacadas actuaban la una contra la otra". Sin estar últimamente fuera de la torre, el personaje de Elizabeth es ligeramente diferente en Burial, siendo "más mayor, más sabia y más segura". El director de animación Shawn Robertson tenía la sensación de que la presencia de Elizabeth ayudaba a enlazar Rapture con Infinite.
En febrero de 2014, mientras se promocionaba Panteón Marino: Episodio 2, el director Ken Levine afirmó que "Panteón Marino dejaría a los fans yéndose verdaderamente satisfechos con un sentimiento de plenitud", con Courtnee Draper (la voz de Elizabeth) llamándolo "el punto final de la temporada de BioShock". Poco después, Levine reveló que Panteón Marino sería el último juego de Irrational Games con respecto a BioShock, dejando la propiedad intelectual en manos de 2K Games, que juzgarán o no la continuación de la franquicia. [cita requerida]

## Recepción
El primer episodio recibió un conjunto de críticas positivas. 
Su versión para PC consiguió una puntuación total de 70 en Metacritic así como una puntuación total de 68.52% en GameRankings. GameZone's Josh Wirtanen describió el juego como “oscuro, inquietante y unido a una ironía política y filosófica”
El segundo episodio recibió más críticas positivas que su predecesor. Su versión para ordenador consiguió una puntuación total de 84 en Metacritic, así como una puntuación de 84% en GamesRankings. [cita requerida]